# 猫森夏希
猫森 夏希（ねこもり なつき、1989年 -）は、日本の小説家。福岡県生まれ。福岡大学卒業。アニメーション制作会社を退社後、執筆活動に専念。第17回『このミステリーがすごい！』大賞・隠し玉として、『勘違い―渡良瀬探偵事務所・十五代目の活躍』でデビュー。

## 略歴
- 2018年、『勘違い―渡良瀬探偵事務所・十五代目の活躍』で第17回『このミステリーがすごい!』大賞・隠し玉。

## 作品リスト

### 文庫
- 『勘違い―渡良瀬探偵事務所・十五代目の活躍』（2019年7月、宝島社文庫）[1]
- 『ピザ宅配探偵の事件簿 謎と推理をあなたのもとに』（2022年8月、宝島社文庫）

### アンソロジー
- 『衝撃の1行で始まる3分間ミステリー』（2024年4月、宝島社文庫）
- 『驚愕の1行で終わる3分間ミステリー』（2024年4月、宝島社文庫）